# 타잔 (프로게이머)
타잔(본명: 이승용, 1999년 8월 23일 ~ )은 대한민국의 리그 오브 레전드 프로게이머로 포지션은 정글라이너이다. 아이디는 Tarzan을 사용하고 있으며 현재 리그 오브 레전드 프로리그의 LNG e스포츠 소속이다. 

## 선수 생활
2017년 3월 11일 그리핀에 입단하면서 프로 커리어를 시작했다. 챌린저스 팀인 그리핀에서 주전 정글러로 활약했으며 2018 스프링 시즌 종료 이후 팀의 챔피언스 승격에 기여했다. 챔피언스로 승격한 2018 서머 시즌에서도 좋은 모습을 보여주면서 팀의 준우승에 기여했다.
2019 스프링 시즌에서도 좋은 모습을 이어나가면서 LCK를 대표하는 정글러라는 평을 받았다. 팀은 스프링 시즌 준우승을 거두었다.. 리프트 라이벌즈 2019에 참가해 LCK의 우승에 기여했다. 2019 서머 시즌에서도 좋은 모습을 보이면서 팀의 포스트시즌 진출에 기여했다. 포스트시즌 진출 후 결승 진출에 성공했으나 결승전에서 부진한 모습을 보여주면서 준우승에 머물렀다. 롤드컵 2019에서는 좋은 모습을 보여주면서 팀의 8강 진출에 기여했다.
2020시즌을 앞두고 소속팀인 그리핀이 그리핀 사건에 휘말렸지만 타잔은 팀에 잔류했다. 스프링 시즌 좋지 못한 폼을 보여주면서 부진한 팀을 반등시키지 못하였다. 결국 팀은 승강전으로 떨어졌으며 승강전을 통해 팀은 챌린저스로 강등되었다. 2020년 5월 21일, 팀에서 퇴단했다.
2020 서머 시즌에서는 무직 신분으로 보냈다. 2021시즌을 앞두고 중국 리그의 LNG e스포츠에 입단했다. 2021 스프링 시즌 좋은 모습을 보여주면서 팀의 포스트시즌 진출에 기여했다. 2021 서머 시즌에서는 스프링 보다 더 좋은 폼을 보여주면서 팀의 에이스로 활약했다. 타잔의 활약을 통해 팀은 서머 시즌 포스트시즌 진출에 성공했다. 서머 시즌 종료 후 퍼스트팀에 선정되었다.

## 소속팀
| # | 팀명          | 소속 기간               | 소속 리그 | 비고 |
| - | ------------- | ----------------------- | --------- | ---- |
| 1 | 그리핀        | 2017.03.11 ~ 2020.05.21 | CK LCK    |      |
| 2 | LNG e스포츠   | 2020.12.17 ~            | LPL       |      |
| 3 | 웨이보 게이밍 | 2024.05.12 ~            | LPL       |      |

## 수상 내역
- 리그 오브 레전드 챌린저스 코리아 스프링 2018 우승
- 리그 오브 레전드 챔피언스 코리아 서머 2018 준우승
- 2018 LoL KeSPA컵 우승
- 스무살우리 리그 오브 레전드 챔피언스 코리아 스프링 2019 준우승
- 리프트 라이벌즈 2019 우승
- 우리은행 리그 오브 레전드 챔피언스 코리아 서머 2019 준우승
- 리그 오브 레전드 월드 챔피언십 2019 8강